# Уир, Дэвид (футболист, 1970)
Дэ́вид Гилле́спи Уи́р (англ. David Gillespie Weir; 10 мая 1970, Фолкерк, Шотландия) — шотландский футболист, тренер. Экс-игрок национальной сборной Шотландии. Выступал на позиции центрального защитника.
Профессиональную карьеру футболиста Дэвид начал в шотландском клубе «Фалкирк» в 1992 году, после того, как вернулся на родину из США, где окончил университет города Эвансвилл. После четырёх лет, проведённых в составе «детей», Уир перешёл в «Харт оф Мидлотиан», выиграл с «Хартс» Кубок страны в 1998 году. В 1999 году Дэвид переехал в Англию, где продолжил свою футбольную карьеру в «Эвертоне». В составе «ирисок» Уир играл на протяжении восьми лет, став капитаном команды. В 2007 году футболист вернулся в Шотландию и присоединился к «Рейнджерс». В апреле 2009 года был избран капитаном глазговцев после того, как капитанской повязки был лишён Барри Фергюсон. В начале 2012 года покинул «джерс» по обоюдному соглашению с клубом и вернулся в «Эвертон», став играющим тренером резервной команды ливерпульского коллектива.
В составе сборной Шотландии дебютировал в 1997 году. В 2002 году Дэвид объявил о завершении своих выступлений за «тартановую армию», однако пришедший на пост наставника национальной команды, Уолтер Смит, сумел уговорить Уира вернуться в шотландскую сборную. На сегодняшний день «тартановой армии» провёл 69 матчей (шестой показатель в истории шотландского футбола), забил один гол.

## Клубная карьера

### Ранние годы
Дэвид Уир родился 10 мая 1970 года в Фолкерке. Окончил местную среднюю школу «Вудландс» (англ. Woodlands High School).
Футбольное образование Дэвид получил в молодёжной Академии глазговского «Селтика», но по её окончании «кельты» не стали подписывать с ним профессиональный контракт. После этого Дэвид уехал в США, где начал учиться в университете города Эвансвилл, параллельно играя за футбольную команду этого учебного заведения. В 1990 году шотландец был удостоен звания лучшего игрока первого дивизиона по соккеру среди университетских команд по версии Национальной ассоциации студенческого спорта.

### «Фалкирк»
В 1991 году Дэвид вернулся из США в родной Фолкерк, где подписал контракт с местным клубом. За четыре сезона, проведённых в составе «Фалкирка» Уир сыграл 134 матча, забил 1 гол. В 1993 году Дэвид с «детьми» стал обладателем Кубка вызова, победив в финальном поединке, проходившем 12 декабря на мотеруэлльском стадионе «Фир Парк», клуб «Сент-Миррен» со счётом 3:0.

### «Харт оф Мидлотиан»
30 июня 1996 года Дэвид подписал контракт с эдинбургской командой «Харт оф Мидлотиан». Дебют Уира в «Хартс» состоялся 14 августа этого же года, когда в рамках Кубка Лиги «сердца» встречались с клубом «Стенхаусмюир». Через три дня, поразив ворота «Килмарнока», Дэвид открыл счёт своим голам в «Харт оф Мидлотиан».
16 сентября Уир впервые в своей профессиональной карьере был удалён с поля — произошло это в матче с «Рейнджерс», когда при более чем неубедительном судействе арбитр матча за двадцать минут показал красную карточку четырём игрокам «Хартс».
В следующем футбольном году «сердца» переиграли всё тех же «рейнджеров» в финале Кубка Шотландии — этот трофей стал вторым для Дэвида в его карьере.
В зимнее трансферное окно сезона 1998/99 Уир был куплен английским «Эвертоном» за 250 тысяч фунтов. Всего за «Хартс» Дэвид сыграл 116 встреч, 20 раз поражал ворота соперников.

### «Эвертон»
Уир подписал контракт с «ирисками» 16 февраля 1999 года. На следующей день шотландец, приняв участие в матче против «Мидлсбро», дебютировал в составе «Эвертона».
Восемь лет, в течение которых Уир защищал цвета мерсисайдского клуба, являются пиком карьеры Дэвида. За это время он стал основным центральным защитником клуба, был избран капитаном команды, дебютировал в еврокубках, сыграл за это время 269 матчей, забил 10 голов.

### «Рейнджерс»
16 января 2007 года 36-летний Уир вернулся в Шотландию, подписав 6-месячный контракт с «Рейнджерс». Сделка была инициирована бывшим наставником «Эвертона», Уолтером Смитом, который и приобретал Дэвида для «ирисок». Соглашение с «рейнджерами» предполагало, что Уир по окончании сезона 2007/08 заканчивает карьеру футболиста и становится одним из тренеров глазговцев. 21 января в матче с «Данфермлин Атлетик» Дэвид дебютировал в составе «джерс».
Уир уверенно завоевал место в основном составе «Рейнджерс» и показывал отличную игру за глазговцев. 8 апреля после поединка «джерс» с «Сент-Мирреном», по итогам которого Дэвид был признан лучшим игроком поединка, защитник заявил, что чувствует в себе силы продолжить выступления за клуб и в следующем футбольном году. Руководство «Рейнджерс» сразу же связалось с агентом Уира с целью рассмотрения условий нового контракта. В итоге после успешных переговоров 19 апреля Дэвид подписал с глазговцами соглашение о сотрудничестве, рассчитанное ещё на один год.
31 июля Уир забил свой первый гол за «джерс» — случилось это в матче квалификационного раунда Лиги чемпионов против черногорского клуба «Зета». В сезоне 2007/08 Дэвид вновь показал отличную игру. Несмотря на солидный по футбольным меркам возраст он принял участие во всех играх «Рейнджерс» в этом сезоне, коих было 61. Тандем центральных защитников «джерс», который Уир образовал с испанцем Карлосом Куэльяром, многие эксперты назвали лучшим в Шотландии за последние 10—15 лет. В этом же сезоне Дэвид в составе глазговцев стал обладателем Кубка страны и Кубка Лиги. 3 июля он вновь отложил свой уход из футбола, поставив подпись под очередным однолетним контрактом.
3 апреля 2009 года Уир был избран новым капитаном команды вместо Барри Фергюсона, лишённого повязки из-за инцидента с распитием алкоголя в расположении сборной Шотландии и последующего пожизненного отстранения от игр за неё. Под руководством нового лидера «Рейнджерс» сделали «золотой дубль» по итогам сезона, победив в чемпионате страны и завоевав национальный кубок. Летом Дэвид и «джерс» заключили новое однолетнее соглашение о сотрудничестве.
В марте 2010 года Уир был признан «Игроком месяца» по итогам февраля.
Приведя «Рейнджерс» в сезоне 2009/10 к очередному чемпионскому званию, капитан глазговцев был удостоен звания «Лучшего игрока года шотландской Премьер-лиги» (англ. Clydesdale Bank Premier League Player of the Year). 7 мая 2010 года заслуги Уира были признаны и журналистами страны, которые также признали его «Игроком года». Дэвид стал самым возрастным футболистом, удостоенным этого приза.
12 мая в прессе появились сообщения, что руководство «Рейнджерс» намерено провести в межсезонье значительную чистку состава, расставшись с шестью возрастными футболистами — Уир был включён в это число. Однако несмотря на эти слухи, 30 июня было объявлено, что ветеран подписал с глазговцами очередной однолетний контракт.
7 декабря, приняв участие в поединке Лиги чемпионов, в котором «Рейнджерс» встречались с турецким «Бурсаспором», Уир повторил рекорд главного клубного турнира Европы, став наряду с итальянцем Алессандро Костакуртой самым возрастным игроком, участвовавшим во встрече Лиги — на момент игры с «крокодилами» Дэвиду было 40 лет и 211 дней.
По итогам сезона 2010/11 Уир с «джерс» стал трёхкратным чемпионом Шотландии. 26 мая того же года было объявлено, что Уэйр будет введён в Зал славы клуба «Рейнджерс». Дэвид стал первым игроком за всю историю глазговского коллектива, который удостоился подобной чести, будучи на текущем контракте с «джерс». 17 июля капитан «Рейнджерс» вновь отложил свою отставку из большого футбола, пролонгировав с глазговцами контракт ещё на один год.
17 января 2012 года Уир объявил, что по взаимной договорённости с клубом он покидает клуб, чтобы продолжить карьеру в Англии. В начале февраля футболист недолгое время тренировался с «Шеффилд Юнайтед» для поддержания спортивной формы.

### Возвращение в «Эвертон»
21 февраля 2012 года пресс-служба «Эвертона» распространила информацию, что Уир вернулся в ливерпульскую команду и будет помогать Алану Стаббсу тренировать резервный состав «ирисок». Кроме того, футболист имел право принимать участие в матчах «синих» в качестве игрока. Этим Дэвид и воспользовался в день своего возвращения в ливерпульский клуб, выйдя на поле в «мини-дерби» — матче резервных составов «Эвертона» и «Ливерпуля».

## Сборная Шотландии
В составе «тартановой армии» Уир дебютировал 27 мая 1997 года в поединке, в котором шотландцы играли против Уэльса. Единственный гол в национальной команде Дэвид забил в ворота сборной Латвии 6 октября 2001 года.
Участник мирового чемпионата 1998 года, провёл на этом турнире два матча — против Марокко и Норвегии.
В 2002 году Уир был отчислен из состава сборной за критику главного тренера команды Берти Фогтса после отборочного матча к Евро 2004 с Фарерскими островами. Новый наставник шотландцев, Уолтер Смит, в декабре 2004 года сумел уговорить Дэвида вернуться в национальную команду.
6 сентября 2006 года сыграл 50-й матч в составе «тартановой армии». Случилось это в поединке Шотландия — Литва.
24 августа 2010 года 40-летний Уир был вызван в сборную на отборочные матчи к чемпионату Европы 2012 с национальными командами Литвы и Лихтенштейна. Сыграв 3 сентября в поединке с литовцами, Дэвид стал самым возрастным игроком, участвовавшим в официальной встрече, за всю историю «тартановой армии».
Всего Уир провёл 69 матчей за национальную команду, забил один гол. Четыре раза выводил шотландцев на международные матчи с капитанской повязкой.

### Матчи и голы за сборную Шотландии
| №  | Дата             | Место                                                | Оппонент             | Счёт | Голы Уира | Соревнование                                                      |
| 1  | 27 мая 1997      | «Регби Парк», Килмарнок, Шотландия                   | Уэльс                | 0:1  | —         | Товарищеский матч                                                 |
| 2  | 1 июня 1997      | Национальный стадион, Валлетта, Мальта               | Мальта               | 3:2  | —         | Товарищеский матч                                                 |
| 3  | 12 ноября 1997   | «Жеффруа Гишар», Сент-Этьен, Франция                 | Франция              | 1:2  | —         | Товарищеский матч                                                 |
| 4  | 25 марта 1998    | «Айброкс», Глазго, Шотландия                         | Дания                | 0:1  | —         | Товарищеский матч                                                 |
| 5  | 22 апреля 1998   | «Истер Роуд», Эдинбург, Шотландия                    | Финляндия            | 1:1  | —         | Товарищеский матч                                                 |
| 6  | 16 июня 1998     | «Стад де Парк Лескюр», Бордо, Франция                | Норвегия             | 1:1  | —         | Чемпионат мира по футболу 1998 (финальные игры)                   |
| 7  | 23 июня 1998     | «Жеффруа Гишар», Сент-Этьен, Франция                 | Марокко              | 0:3  | —         | Чемпионат мира по футболу 1998 (финальные игры)                   |
| 8  | 10 октября 1998  | «Тайнкасл», Эдинбург, Шотландия                      | Эстония              | 3:2  | —         | Отборочный матч чемпионата Европы по футболу 2000                 |
| 9  | 14 октября 1998  | «Питтодри», Абердин, Шотландия                       | Фарерские острова    | 2:1  | —         | Отборочный матч чемпионата Европы по футболу 2000                 |
| 10 | 31 марта 1999    | «Селтик Парк», Глазго, Шотландия                     | Чехия                | 1:2  | —         | Отборочный матч чемпионата Европы по футболу 2000                 |
| 11 | 28 апреля 1999   | «Везерштадион», Бремен, Германия                     | Германия             | 1:0  | —         | Товарищеский матч                                                 |
| 12 | 5 июня 1999      | «Тофтир», Тофтир, Фарерские острова                  | Фарерские острова    | 1:1  | —         | Отборочный матч чемпионата Европы по футболу 2000                 |
| 13 | 9 июня 1999      | «Летна», Прага, Чехия                                | Чехия                | 2:3  | —         | Отборочный матч чемпионата Европы по футболу 2000                 |
| 14 | 4 сентября 1999  | Олимпийский стадион, Сараево, Босния и Герцеговина   | Босния и Герцеговина | 2:1  | —         | Отборочный матч чемпионата Европы по футболу 2000                 |
| 15 | 8 сентября 1999  | «Кадриорг», Таллин, Эстония                          | Эстония              | 0:0  | —         | Отборочный матч чемпионата Европы по футболу 2000                 |
| 16 | 5 октября 1999   | «Айброкс», Глазго, Шотландия                         | Босния и Герцеговина | 1:0  | —         | Отборочный матч чемпионата Европы по футболу 2000                 |
| 17 | 9 октября 1999   | «Хэмпден Парк», Глазго, Шотландия                    | Литва                | 3:0  | —         | Отборочный матч чемпионата Европы по футболу 2000                 |
| 18 | 13 ноября 1999   | «Хэмпден Парк», Глазго, Шотландия                    | Англия               | 0:2  | —         | Отборочный матч чемпионата Европы по футболу 2002 (стыковые игры) |
| 19 | 17 ноября 1999   | «Уэмбли», Лондон, Англия                             | Англия               | 1:0  | —         | Отборочный матч чемпионата Европы по футболу 2002 (стыковые игры) |
| 20 | 26 апреля 2000   | «Гелредом», Арнем, Нидерланды                        | Нидерланды           | 0:0  | —         | Товарищеский матч                                                 |
| 21 | 2 сентября 2000  | «Сконто», Рига, Латвия                               | Латвия               | 1:0  | —         | Отборочный матч чемпионата мира по футболу 2002                   |
| 22 | 7 октября 2000   | Олимпийский стадион, Серравалле, Сан-Марино          | Сан-Марино           | 2:0  | —         | Отборочный матч чемпионата мира по футболу 2002                   |
| 23 | 11 октября 2000  | «Максимир», Загреб, Хорватия                         | Хорватия             | 1:1  | —         | Отборочный матч чемпионата мира по футболу 2002                   |
| 24 | 15 ноября 2000   | «Хэмпден Парк», Глазго, Шотландия                    | Австралия            | 0:2  | —         | Товарищеский матч                                                 |
| 25 | 24 марта 2001    | «Хэмпден Парк», Глазго, Шотландия                    | Бельгия              | 2:2  | —         | Отборочный матч чемпионата мира по футболу 2002                   |
| 26 | 28 марта 2001    | «Хэмпден Парк», Глазго, Шотландия                    | Сан-Марино           | 4:0  | —         | Отборочный матч чемпионата мира по футболу 2002                   |
| 27 | 25 апреля 2001   | Стадион имени Здзислава Кшишковяка, Быдгощ, Польша   | Польша               | 1:1  | —         | Товарищеский матч                                                 |
| 28 | 1 сентября 2001  | «Хэмпден Парк», Глазго, Шотландия                    | Хорватия             | 0:0  | —         | Отборочный матч чемпионата мира по футболу 2002                   |
| 29 | 5 сентября 2001  | Стадион короля Бодуэна, Брюссель, Бельгия            | Бельгия              | 0:2  | —         | Отборочный матч чемпионата мира по футболу 2002                   |
| 30 | 6 октября 2001   | «Хэмпден Парк», Глазго, Шотландия                    | Латвия               | 2:1  | 1         | Отборочный матч чемпионата мира по футболу 2002                   |
| 31 | 27 марта 2002    | «Стад де Франс», Сен-Дени, Франция                   | Франция              | 0:5  | —         | Товарищеский матч                                                 |
| 32 | 17 апреля 2002   | «Питтодри», Абердин, Шотландия                       | Нигерия              | 1:2  | —         | Товарищеский матч                                                 |
| 33 | 16 мая 2002      | «Асиад», Пусан, Южная Корея                          | Южная Корея          | 1:4  | —         | Товарищеский матч                                                 |
| 34 | 20 мая 2002      | «Гонконг», Гонконг                                   | Южная Африка         | 0:2  | —         | Reunification Cup                                                 |
| 35 | 23 мая 2002      | «Гонконг», Гонконг                                   | Гонконг              | 4:0  | —         | Reunification Cup                                                 |
| 36 | 21 августа 2002  | «Хэмпден Парк», Глазго, Шотландия                    | Дания                | 0:1  | —         | Товарищеский матч                                                 |
| 37 | 7 сентября 2002  | «Тофтир», Тофтир, Фарерские острова                  | Фарерские острова    | 2:2  | —         | Отборочный матч чемпионата Европы по футболу 2004                 |
| 38 | 26 марта 2005    | «Джузеппе Меацца», Милан, Италия                     | Италия               | 0:2  | —         | Отборочный матч чемпионата мира по футболу 2006                   |
| 39 | 4 июня 2005      | «Хэмпден Парк», Глазго, Шотландия                    | Молдова              | 2:0  | —         | Отборочный матч чемпионата мира по футболу 2006                   |
| 40 | 8 июня 2005      | «Динамо», Минск, Беларусь                            | Беларусь             | 0:0  | —         | Отборочный матч чемпионата мира по футболу 2006                   |
| 41 | 3 сентября 2005  | «Хэмпден Парк», Глазго, Шотландия                    | Италия               | 1:1  | —         | Отборочный матч чемпионата мира по футболу 2006                   |
| 42 | 7 сентября 2005  | «Уллевол», Осло, Норвегия                            | Норвегия             | 2:1  | —         | Отборочный матч чемпионата мира по футболу 2006                   |
| 43 | 8 октября 2005   | «Хэмпден Парк», Глазго, Шотландия                    | Беларусь             | 0:1  | —         | Отборочный матч чемпионата мира по футболу 2006                   |
| 44 | 12 октября 2005  | «Арена Петроль», Целе, Словения                      | Словения             | 3:0  | —         | Отборочный матч чемпионата мира по футболу 2006                   |
| 45 | 12 ноября 2005   | «Хэмпден Парк», Глазго, Шотландия                    | США                  | 1:1  | —         | Товарищеский матч                                                 |
| 46 | 1 марта 2006     | «Хэмпден Парк», Глазго, Шотландия                    | Швейцария            | 1:3  | —         | Товарищеский матч                                                 |
| 47 | 11 мая 2006      | «Винг Кобе», Кобе, Япония                            | Болгария             | 5:1  | —         | Kirin Cup                                                         |
| 48 | 13 мая 2006      | «Саитама-2002», Сайтама, Япония                      | Япония               | 0:0  | —         | Kirin Cup                                                         |
| 49 | 2 сентября 2006  | «Селтик Парк», Глазго, Шотландия                     | Фарерские острова    | 6:0  | —         | Отборочный матч чемпионата Европы по футболу 2008                 |
| 50 | 6 сентября 2006  | Стадион имени С. Дарюса и С. Гиренаса, Каунас, Литва | Литва                | 2:1  | —         | Отборочный матч чемпионата Европы по футболу 2008                 |
| 51 | 7 октября 2006   | «Хэмпден Парк», Глазго, Шотландия                    | Франция              | 1:0  | —         | Отборочный матч чемпионата Европы по футболу 2008                 |
| 52 | 11 октября 2006  | Олимпийский стадион, Киев, Украина                   | Украина              | 0:2  | —         | Отборочный матч чемпионата Европы по футболу 2008                 |
| 53 | 24 марта 2007    | «Хэмпден Парк», Глазго, Шотландия                    | Грузия               | 2:1  | —         | Отборочный матч чемпионата Европы по футболу 2008                 |
| 54 | 28 марта 2007    | «Сан-Никола», Бари, Италия                           | Италия               | 0:2  | —         | Отборочный матч чемпионата Европы по футболу 2008                 |
| 55 | 30 мая 2007      | «Герхард Ханаппи», Вена, Австрия                     | Австрия              | 1:0  | —         | Товарищеский матч                                                 |
| 56 | 6 июня 2007      | «Свангаскард», Тофтир, Фарерские острова             | Фарерские острова    | 2:0  | —         | Отборочный матч чемпионата Европы по футболу 2008                 |
| 57 | 8 сентября 2007  | «Хэмпден Парк», Глазго, Шотландия                    | Литва                | 3:1  | —         | Отборочный матч чемпионата Европы по футболу 2008                 |
| 58 | 12 сентября 2007 | «Парк де Пренс», Сен-Дени, Франция                   | Франция              | 1:0  | —         | Отборочный матч чемпионата Европы по футболу 2008                 |
| 59 | 13 октября 2007  | «Хэмпден Парк», Глазго, Шотландия                    | Украина              | 3:1  | —         | Отборочный матч чемпионата Европы по футболу 2008                 |
| 60 | 17 октября 2007  | Стадион Бориса Пайчадзе, Тбилиси, Грузия             | Грузия               | 0:2  | —         | Отборочный матч чемпионата Европы по футболу 2008                 |
| 61 | 17 ноября 2007   | «Хэмпден Парк», Глазго, Шотландия                    | Италия               | 1:2  | —         | Отборочный матч чемпионата Европы по футболу 2008                 |
| 62 | 20 августа 2008  | «Хэмпден Парк», Глазго, Шотландия                    | Северная Ирландия    | 0:0  | —         | Товарищеский матч                                                 |
| 63 | 11 октября 2008  | «Хэмпден Парк», Глазго, Шотландия                    | Норвегия             | 0:0  | —         | Отборочный матч чемпионата мира по футболу 2010                   |
| 64 | 5 сентября 2009  | «Хэмпден Парк», Глазго, Шотландия                    | Македония            | 2:0  | —         | Отборочный матч чемпионата мира по футболу 2010                   |
| 65 | 9 сентября 2009  | «Хэмпден Парк», Глазго, Шотландия                    | Нидерланды           | 0:1  | —         | Отборочный матч чемпионата мира по футболу 2010                   |
| 66 | 3 сентября 2010  | Стадион имени С. Дарюса и С. Гиренаса, Каунас, Литва | Литва                | 0:0  | —         | Отборочный матч чемпионата Европы по футболу 2012                 |
| 67 | 7 сентября 2010  | «Хэмпден Парк», Глазго, Шотландия                    | Лихтенштейн          | 2:1  | —         | Отборочный матч чемпионата Европы по футболу 2012                 |
| 68 | 8 октября 2010   | «Синот Тип Арена», Прага, Чехия                      | Чехия                | 0:1  | —         | Отборочный матч чемпионата Европы по футболу 2012                 |
| 69 | 12 октября 2010  | «Хэмпден Парк», Глазго, Шотландия                    | Испания              | 2:3  | —         | Отборочный матч чемпионата Европы по футболу 2012                 |

Итого: 69 матчей / 1 гол; 28 побед, 17 ничьих, 24 поражения.

### Сводная статистика игр/голов за сборную
| Сборная          | Год              | Отборочные матчи ЧМ | Отборочные матчи ЧМ | Финальные матчи ЧМ | Финальные матчи ЧМ | Отборочные матчи ЧЕ | Отборочные матчи ЧЕ | Финальные матчи ЧЕ | Финальные матчи ЧЕ | Товарищеские матчи | Товарищеские матчи | Reunification Cup | Reunification Cup | Kirin Cup | Kirin Cup | Итого | Итого |
| Сборная          | Год              | Игры                | Голы                | Игры               | Голы               | Игры                | Голы                | Игры               | Голы               | Игры               | Голы               | Игры              | Голы              | Игры      | Голы      | Игры  | Голы  |
| ---------------- | ---------------- | ------------------- | ------------------- | ------------------ | ------------------ | ------------------- | ------------------- | ------------------ | ------------------ | ------------------ | ------------------ | ----------------- | ----------------- | --------- | --------- | ----- | ----- |
| Шотландия        | 1997             | —                   | —                   | —                  | —                  | —                   | —                   | —                  | —                  | 3                  | 0                  | —                 | —                 | —         | —         | 3     | 0     |
| Шотландия        | 1998             | —                   | —                   | 2                  | 0                  | 2                   | 0                   | —                  | —                  | 2                  | 0                  | —                 | —                 | —         | —         | 6     | 0     |
| Шотландия        | 1999             | —                   | —                   | —                  | —                  | 9                   | 0                   | —                  | —                  | 1                  | 0                  | —                 | —                 | —         | —         | 10    | 0     |
| Шотландия        | 2000             | 3                   | 0                   | —                  | —                  | —                   | —                   | —                  | —                  | 2                  | 0                  | —                 | —                 | —         | —         | 5     | 0     |
| Шотландия        | 2001             | 5                   | 1                   | —                  | —                  | —                   | —                   | —                  | —                  | 1                  | 0                  | —                 | —                 | —         | —         | 6     | 1     |
| Шотландия        | 2002             | —                   | —                   | —                  | —                  | 1                   | 0                   | —                  | —                  | 4                  | 0                  | 2                 | 0                 | —         | —         | 7     | 0     |
| Шотландия        | 2005             | 7                   | 0                   | —                  | —                  | —                   | —                   | —                  | —                  | 1                  | 0                  | —                 | —                 | —         | —         | 8     | 0     |
| Шотландия        | 2006             | —                   | —                   | —                  | —                  | 4                   | 0                   | —                  | —                  | 1                  | 0                  | —                 | —                 | 2         | 0         | 7     | 0     |
| Шотландия        | 2007             | —                   | —                   | —                  | —                  | 8                   | 0                   | —                  | —                  | 1                  | 0                  | —                 | —                 | —         | —         | 9     | 0     |
| Шотландия        | 2008             | 1                   | 0                   | —                  | —                  | —                   | —                   | —                  | —                  | 1                  | 0                  | —                 | —                 | —         | —         | 2     | 0     |
| Шотландия        | 2009             | 2                   | 0                   | —                  | —                  | —                   | —                   | —                  | —                  | —                  | —                  | —                 | —                 | —         | —         | 2     | 0     |
| Шотландия        | 2010             | —                   | —                   | —                  | —                  | 4                   | 0                   | —                  | —                  | —                  | —                  | —                 | —                 | —         | —         | 4     | 0     |
| Всего за карьеру | Всего за карьеру | 18                  | 1                   | 2                  | 0                  | 28                  | 0                   | 0                  | 0                  | 17                 | 0                  | 2                 | 0                 | 2         | 0         | 69    | 1     |

## Достижения

### Командные достижения
«Фалкирк»
- Победитель Первого дивизиона: 1993/94
- Обладатель Кубка вызова: 1993/94

«Харт оф Мидлотиан»
- Обладатель Кубка Шотландии: 1997/98

«Рейнджерс»
- Чемпион Шотландии (3): 2008/09, 2009/10, 2010/11
- Обладатель Кубка Шотландии (2): 2007/08, 2008/09
- Обладатель Кубка шотландской лиги (3): 2007/08, 2009/10, 2010/11

### Личные достижения
- Почётный список игроков сборной Шотландии по футболу: введён в 2006
- Игрок года по версии Шотландской ассоциации футбольных журналистов: 2010
- Игрок месяца шотландской Премьер-лиги: февраль 2010